# Coação
Na jurisprudência, coação ou coerção refere-se a uma situação em que uma pessoa realiza um ato como resultado de violência, ameaça ou outra pressão contra a pessoa. O dicionário Black's Law Dictionary (6.ª ed.) define coação como "qualquer ameaça ou coerção ilegal usada [...] para induzir outro a agir [ou não agir] de uma maneira que [eles] de outra forma não fariam [ou fariam]". Coação é a pressão exercida sobre uma pessoa para coagi-la a realizar um ato que normalmente não realizaria. A noção de coação deve ser distinguida tanto da influência indevida no direito civil. No direito penal, necessidade e coação são defesas diferentes.
A coação tem dois aspectos. Uma é que nega o consentimento da pessoa para um ato, como a atividade sexual ou a celebração de um contrato; ou, em segundo lugar, como uma possível defesa legal ou justificativa para um ato ilícito. Os réus que utilizam a defesa de coação admitem ter infringido a lei, mas alegam que não são responsáveis porque, embora o ato tenha infringido a lei, só foi praticado por causa de pressão extrema e ilegal. No direito penal, a defesa por coação é semelhante à confissão de culpa, admitindo-se culpa parcial, de modo que, se a defesa não for aceita, o ato criminoso é admitido.
Coação ou coerção também podem ser levantadas em uma alegação de estupro ou outra agressão sexual para negar uma defesa de consentimento por parte da pessoa que faz a alegação.

## Coação insana
No direito penal, quando uma pessoa é considerada legalmente insana porque acreditou que Deus ordenou que cometessem o crime ("decreto divino"), uma interpretação da insanidade é que ela agiu sob uma ilusão de coação por Deus.:615-625